# Marco Cornélio Frontão
Marco Cornélio Frontão (em latim: Marcus Cornelius Fronto; ca. 100 — 170) foi um gramático, retórico e advogado romano do período imperial, originário da África.
Nascido no seio de uma família itálica de Cirta, na Numídia (a atual Constantina, na Argélia), estabeleceu-se em Roma durante o reinado de Adriano, e pronto alcançou grande renome como advogado e orador, a ponto de ser considerado somente inferior a Cícero. Reuniu uma grande fortuna, erigiu magníficas edificações e comprou os famosos Jardins de Mecenas. Antonino Pio, consciente da sua reputação, escolheu-o como tutor  dos seus filhos adotivos, Lúcio Vero e Marco Aurélio.
Em 142 d.C., foi cônsul durante dois meses mas recusou o proconsulado da Ásia por problemas de saúde. Os seus últimos anos foram amargos pela perda de todos os seus filhos exceto uma filha. O seu talento como orador e retórico foi admirado pelos seus coetâneos, alguns dos quais formaram uma escola chamada na sua honra Frontonianos (Frontoniani), cujo propósito era restaurar a antiga pureza e simplicidade da língua latina em lugar das exagerações da escola sofista grega ou das artificialidades dos autores do século I, como Sêneca. Embora sua intenção pudesse ser louvável, os autores da era júlio-claudiana foram muito menosprezados, enquanto Ênio, Plauto, Labério e Salústio foram tidos como modelos.
Até 1815, os únicos trabalhos existentes atribuídos (erroneamente) a Frontão foram dois tratados gramaticais, De nominum verborumque differentiis e Exempla elocutionum (este último de Arusiano Méssio). Naquele ano, porém, Angelo Mai descobriu na Biblioteca Ambrosiana, em Milão, um manuscrito palimpsesto (e depois, algumas folhas mais no Vaticano), em que haviam sido escritas originalmente algumas das cartas que Frontão dirigira aos seus alunos, bem como as suas respostas. Estes palimpsestos pertenceram ao famoso convento de Santa Columba, em Bobbio, e os monges reescreveram neles  os atos do primeiro Concílio de Calcedônia.
As cartas, com outros fragmentos do palimpsesto, foram publicadas em Roma em 1823. A descoberta desses documentos desiludiu os eruditos românticos porque não correspondiam à reputação do autor. Mas, atualmente, reunidas num Epistolário, são consideradas com maior benevolência. As cartas contêm a correspondência com Antonino Pio (um livro) e com seus alunos, Marco Aurélio (cinco livros do período de sua juventude e cinco de quando já era imperador) e Lúcio Vero (dois livros). Nas cartas de Marco Aurélio e Lúcio Vero, o caráter de Frontão aparece sob uma luz muito favorável, provavelmente pelo afeto que ambos nutriam por seu velho mestre. Há também cartas a amigos (outros dois livros), especialmente cartas de recomendação. A coleção contém, ainda, tratados sobre a eloquência, fragmentos históricos e também algumas frivolidades literárias, como o elogio ao fumo e ao pó e considerações sobre a negligência, além de uma dissertação sobre Árion de Lesbos.
O seu principal mérito consiste em preservar extratos de escritores antigos que, de outra maneira, teriam desaparecido.